# City Connection
City Connection es un juego de plataformas lanzado en 1985 por la empresa Jaleco. Originalmente salió en los arcades, para después aparecer también en MSX y en la consola Nintendo Entertainment System. Acepta hasta dos jugadores intercambiando turnos. El objetivo del juego es recorrer los caminos de una ciudad evitando los autos que se atraviesan en el camino. Al pasar por los caminos, el suelo cambia de color. Cuando todo el camino es coloreado, el jugador pasará al siguiente nivel.
Este juego presenta la curiosidad de tener un fondo para cada nivel, todos ellos ambientados en una ciudad (Nueva York, Londres, París, etc.). Además, la música -si bien se utiliza la misma canción en todo el juego- presenta modificaciones en todos los niveles, manteniendo la melodía fresca y divertida.
El juego cuenta con una secuela, lanzada para dispositivos móviles, exclusivamente en Japón titulado como City Connection Rocket (シティコネクション・ロケット?).
Fue también convertido al ordenador ZX Spectrum por programadores portugueses en 1988, aunque para evitar problemas de copyright con Jaleco jamás fue publicado oficialmente con el título original y permaneció inédito durante algo más de dos décadas. Recientemente, y por fortuna, ha sido preservado en la página Spectrum Computing, gracias a su principal programador Manuel Lemos que lo hizo posible.

## Argumento
El personaje principal del juego es el conductor de un pequeño auto rojo que desea probarle a sus amigos que visitó las ciudades más importantes del mundo. Para ello, va a dejar su marca en los lugares que visita pintando los caminos de diferentes colores. La policía no va a permitir tal acto de vandalismo, por lo que intentará detener el auto a como dé lugar, persiguiéndolo con sus patrullas. El conductor puede arrojarles latas de aceite que encontrará en el camino, lo que hará que los autos pierdan el control y él pueda empujarlos fuera de la pantalla simplemente tocándolos. Además, un gato suele aparecer sólo para añadir más complicaciones al joven, ya que este animal no puede ser eliminado, por lo que debe ser esquivado. El jugador puede hacer saltar el auto para cambiar entre las distintas plataformas.
La música es el concierto para piano n 1 de Tchaicovsky.
Otros de los elementos que se encuentran en City Connection son unos globos que aparecen ocasionalmente. Si el jugador colecta tres de ellos, será transportado a otro nivel. Muy raras veces puede aparecer un conejo saltando o más bien flotando por la pantalla y que tiene el mismo efecto que si recolectas tres globos. También en la pantalla de la ciudad de París, suelen aparecer corazones ocasionalmente, si el jugador colecta tres consecutivamente, será transportado a otro nivel. Otra curiosidad es que a los 900.000 puntos el juego se acelera en velocidad y entra en un bucle de vidas extras con un cierto límite de ellas y unas vez agotadas, termina la partida.

## Curiosidades
- Un manga único basado en el videojuego del mismo nombre de Iwata Kazuhisa. Donde un niño juega una simulación del juego, mientras Clarice va de copiloto.
- El auto de City Connection hace un cameo en el capítulo 13 del manga Famicom Rocky.
- Clarice de City Connection hace un breve cameo en el capítulo 1 del manga Famicom Wolf.
- El primer record de un Gameplay de mayor puntuación registrado en Youtube con 1.250.700 ptos y recolectar los tres corazones, está subido en el canal de YouTube C & F Soft por el usuario Iván Jesús Cabrera Álamo, autor del Gameplay.